# 靈巖郡
靈巖郡（：／ Yeongam gun */?）， 是大韓民國全羅南道西部的一個郡，位於靈巖半島，西臨海。面積584.83方公里，人口62,242人。下分2邑、9面。758年始稱靈巖。
F1韓國國際賽道和月出山國立公園位於本郡。

## 友好城市
- 首爾永登浦區
- 庆尚南道山清郡
- 中国浙江省湖州市
- 日本大阪府枚方市